# Omar García Harfuch

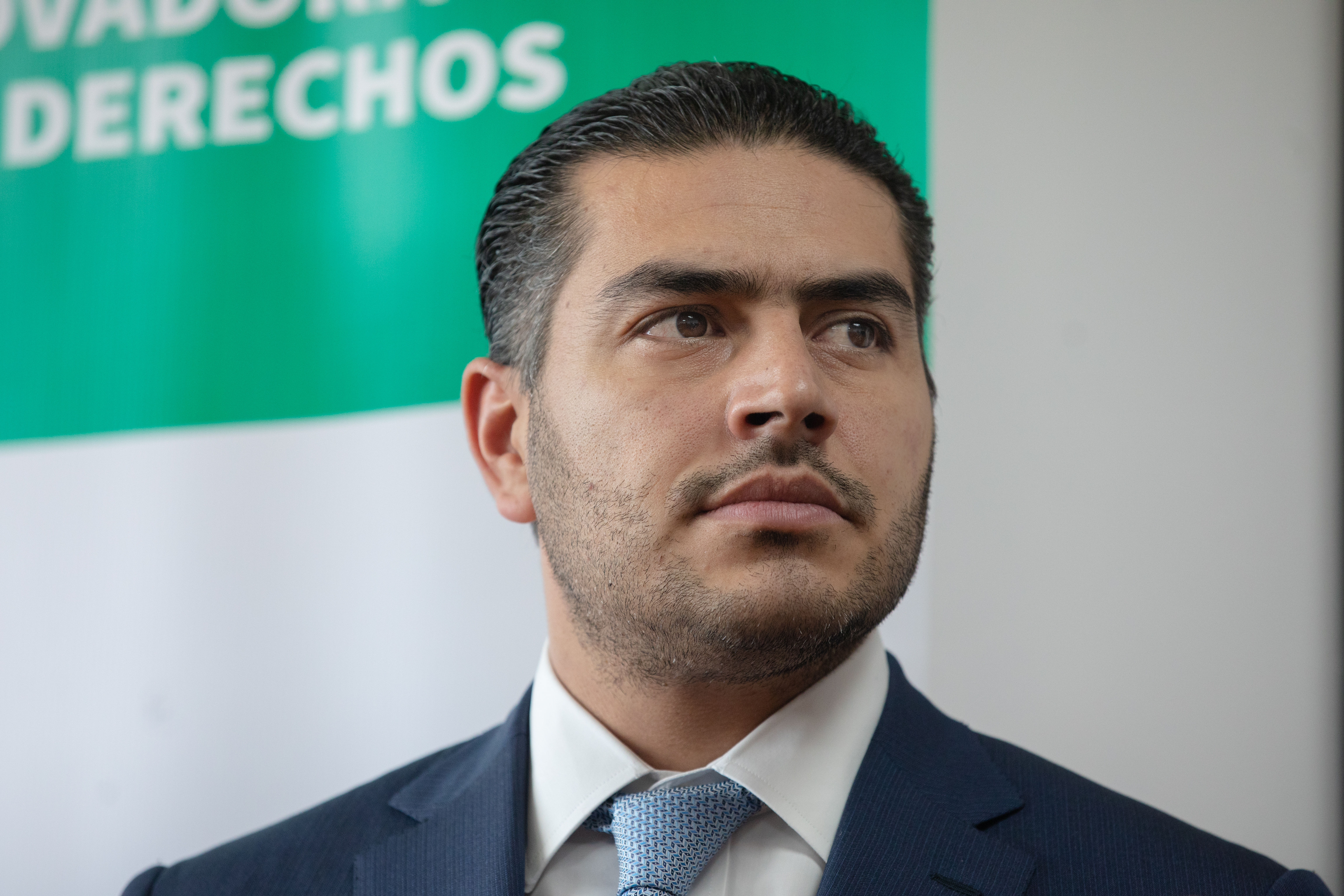
Omar García Harfuch

Omar Hamid García Harfuch (Cuernavaca, Morelos, 25 de fevereiro de 1982) é um policial e funcionário público mexicano. Desde 4 de outubro de 2019, ocupa o cargo de Secretário de Segurança Cidadã da Cidade do México no governo da chefe de governo, Claudia Sheinbaum.

## Biografia
Omar García Harfuch nasceu na cidade de Cuernavaca, Morelos, o 25 de fevereiro de 1982. É filho de Javier García Paniagua, político com ampla experiência em instituições de segurança nos anos sessenta e setenta, que chegaria a ser titular da Direcção Federal de Segurança, secretário da Reforma Agrária e presidente nacional do Partido Revolucionário Institucional, e da actriz María Sorté. É neto por tanto, de Marcelino García Barragán, militar revolucionário, governador de Jalisco e secretário da Defesa Nacional de 1964 a 1970, no governo de Gustavo Díaz Ordaz.
É licenciado em Direito pela Universidade Continental e licenciado em Segurança Pública pela Universidade do Vale de México. Tem
estudos de especialização em segurança na Universidade de Harvard e no Buro Federal de Investigações (FBI) e a Administração para o Controle de Drogas (DEA) dos Estados Unidos.
O 9 de novembro de 2016, no governo de Enrique Peña Nieto, foi nomeado comisionado da Agência de Investigação Criminosa da Promotoria Geral da República em substituição de Tomás Zerón de Lucio, permanecendo em dito cargo até o fim do governo de Peña Nieto, o 1 de dezembro de 2018.
Em junho de 2019 a chefa de governo da Cidade de México, Claudia Sheinbaum, nomeou-o chefe da Polícia de Investigação (PDI) da Procuradoria capitalina, bem como coordenador de Inteligência de seu gabinete de Segurança; e o 4 de outubro do mesmo ano nomeou-o titular da Secretária de Segurança Cidadã à renúncia de Jesús Orta Martínez.

## Atentado na Cidade de México
O 26 de junho de 2020 às 06:38 hora local, sofreu um atentado contra sua vida em pleno Passeio da Reforma da Cidade de México, sendo atribuído ao Cártel Jalisco Nova Geração e na que resultou ferido por três impactos de bala, dos que se recuperou; mas que deixou como saldo a morte de duas de suas escoltas, e de uma mulher que circulava pelo lugar do ataque, bem como 12 dos atacantes detidos.
Entre as armas utilizadas no atentado contra o servidor público García Harfuch são: FN SCAR e Barrett M82.

### Outras teorias do atentado
Diz-se que também ia ter um atentado ao dia seguinte do atentado contra o Secretário de Segurança Pública, um atentado na contramão o embaixador de Estados Unidos, Christopher Landau e sua família, ( já que a residência do embaixador se encontra cerca do lugar do atentado, em Lomas de Chapultepec). Já que membros do Cartaz Jalisco Nova Geração e demais cartazes da Cidade de Mexico, acusa ao embaixador de saber onde esta a localização estratégica dos grupos de delinquentes e operações para os deter. 
Também um dos detentos no atentado, ( e declarando desde o Reclusorio Sur David "N" e Erick "N") , dizia que um grupo de delinquentes e narcotraficantes dos que estiveram,  ainda se encontram ocultos em comunidades do centro da Prefeitura de Coyoacán